# Штипаљка
Штипаљка или штипавица је предмет који се користи најчешће да би се на штрик објесила одјећа коју треба осушити, али има и друге примјене. Штипаљке се најчешће израђују од дрвета и пластике.

## Историја
Дрвену једнодјелну штипаљку су изумјели припадници религијске заједнице шејкера почетком 18. вијека. Првобитну верзију је усавршио и патентирао Жереми Виктор Обдебе. Прве штипаљке нису имале опругу, већ су имале двије рачве са веома малим међусобним размаком што им је омогућавало да чврсто држе одјећу и спречавају да склизне са штрика. Овај облик штипаљке се и данас користи у мање развијеним земљама или затвореним заједницама с тим што се у новије вријеме израђују и од пластике. У Енглеској се израда дрвених штипаљки везивала за Роме који су их израђивали од дрвета врбе или јасена.
Данашњи дизајн штипаљки, састављен од два истовјетна пластична или дрвена крака између којих је мала опруга, омогућава да се производе серијски и врло јефтино. Прву штипаљку с оваквим обликом је направио Дејвид Смит из Спрингфилда у Вермонту 1853. године. По закону полуге, када се краци притисну на свом крају долази до њиховог размицања. Престанком тог притиска штипаљка се враћа у почетно стање, тј. затвара се. Смитов изум је побољшао Солон Мур 1887. Додао је жицу на опругу што је омогућавали да краци држе заједно и аутоматски затварају.

## Друге употребе
Осим одјеће штипаљкама се каче и тек развијене фотографије како би се осушиле. Користе се и приликом израде неких музичких инструмената. Поред тога, дрвене штипаљке су битан дио опреме електричара и техничара расвјете приликом снимања филмова или видео-спотова. Наиме, свјетла која се том приликом користе се веома брзо угрију па је само дрвеном штипаљком, која се споро грије, могуће нанијети гел за корекцију боје или дифузију. Радници на снимању штипаљку најчешће зову CP 47, C47 или само 47.

## Штипаљка у умјетности
Постоји неколико великих скулптура које приказују штипаљке, а најпознатија је она коју је израдио Клаус Олденбург и која се налази у центру Филаделфије.